# Daczi (przystanek kolejowy w Kazachstanie)
Daczi (ros. Дачи) – przystanek kolejowy w miejscowości Temyrtau, w obwodzie karagandyjskim, w Kazachstanie. Położony jest na linii Karaganda – Temyrtau, przy osiedlu dacz.